# Technische Dienstvorschrift
Eine Technische Dienstvorschrift (TDv) ist eine Dienstvorschrift der Bundeswehr, in der alle Arbeitsschritte zur Benutzung, Wartung und Instandsetzung von Kraftfahrzeugen und Wehrmaterial erklärt sind.

## Funktion und Inhalte
Die Technische Dienstvorschrift unterteilt sich in weitere Untergruppen, "Teile" genannt.
Es gibt allgemeine TDv mit Inhalten, die allgemeine Produktgruppen (wie zum Beispiel Batterien) enthalten, und gerätebezogene TDv, die ein bestimmtes Gerät beschreiben. Gerätegebundene TDv werden noch in gerätebegleitende und nicht-gerätebegleitende TDv unterschieden. Der Materialverantwortliche für das Gerät im jeweiligen Materialamt der Organisationsbereiche der Bundeswehr legt fest, ob an technischem Gerät die Teile 1 und 2 sowie das Fristenheft Teil 22 als gerätebegeleitend beiliegen müssen. Diese werden gesondert gekennzeichnet (Aufdruck/Stempel).
Im Allgemeinen enthält Teil 1 die Gerätebeschreibung, Teil 2 Angaben zu Bedienung und Pflege, Teil 3 die Wartung und Truppeninstandsetzung, Teil 4 die Feld- und Depotinstandsetzungsanweisungen und Teil 5 die Ersatzteilliste. Des Weiteren gehören das Fristenheft Teil 22, die Prüfanweisung Teil 80 und die Übersicht der Erhaltungsstufen für Pflege, Wartung und Instandsetzung ebenfalls dazu.
Als Besonderheit in der Bezeichnungsweise werden die Teile 1 und 2 sowie 3 und 4 (meist sowieso in einem Band veröffentlicht) als "Teil 12" bzw. "Teil 34" bezeichnet sowie die sonst einstelligen Ziffern (z. B. Teil 5) mit einer 0 aufgefüllt ("Teil 50"). Teil 4 wird mit dem Zusatz (F) für "Feldinstandsetzung" gekennzeichnet.
| Art der TDv      | beschriebenes Material, Gerät oder Fahrzeug                       | beschriebenes Material, Gerät oder Fahrzeug | Teil     | Teil                                                     |
| ---------------- | ----------------------------------------------------------------- | ------------------------------------------- | -------- | -------------------------------------------------------- |
| allgemein        | Wiederaufladbare Batterien (Akkumulatoren)                        | TDv 005                                     | entfällt | entfällt                                                 |
| allgemein        | Konservieren von Radkraftfahrzeugen und Anhängern im Depotbereich | TDv 025                                     | entfällt | entfällt                                                 |
| bestimmtes Gerät | LKW 5 t mil gl                                                    | TDv 2320/043                                | −12      | 1: Beschreibung und 2: Bedienung und Pflege              |
| bestimmtes Gerät | LKW 5 t mil gl                                                    | TDv 2320/043                                | −22      | Fristenheft                                              |
| bestimmtes Gerät | LKW 5 t mil gl                                                    | TDv 2320/043                                | −31      | Arbeitspositionen, Materialerhaltungsstufen, Richtzeiten |
| bestimmtes Gerät | LKW 5 t mil gl                                                    | TDv 2320/043                                | −50      | Ersatzteilliste für LKW 5 t mil gl                       |
| bestimmtes Gerät | LKW 5 bis 10t mil gl                                              | TDv 2320/044                                | −34      | 3: Truppeninstandsetzung und 4(F): Feldinstandsetzung    |
| bestimmtes Gerät | LKW 5 bis 10t mil gl                                              | TDv 2320/044                                | −80      | Prüfanweisung                                            |

## Herausgabe und Form
Technische Dienstvorschriften werden nach den Weisungen des Heeresamtes aus dem Jahre 1975 (letzte Überarbeitung 1999) nach nationalen militärischen Standards in der technischen Dokumentation H011 (alle beschreibenden TDv-Teile: 1x, 2x, 3x, 4x (F), 41 und 8x) sowie B007 (Ersatzteilkataloge: Teil 5x) hergestellt. Diese Regelungen in der Dokumentation gelten inzwischen als überholt und werden schrittweise von neuen internationalen Richtlinien (S1000D™ und S2000M) abgelöst.
TDv werden in unterschiedlichen Herstellungsarten herausgegeben: Papier, Mikrofilme, CD, DVD und immer mehr als Onlineversionen zum Download im Intranet der Bundeswehr.
Der Katalog der Technischen Dienstvorschriften der Streitkräftebasis mit der Auflistung aller TDv von Heer, SKB, It-Amt und Sanitätsamt ist die TDv 900. Sie steht der Truppe als Microfiche und Onlineversion im Intranet der Bundeswehr zur Verfügung.
Die TDv gehört zur Vorschriftengruppe der "Produktbezogenen Technischen Dokumentationen" (PTD).

## Arten und Ersatz der TDv
- Wenn die militärische Nutzung der zivilen exakt entspricht (zum Beispiel bei einer Videokamera), wird die (zivile) Betriebsanleitung in der Funktion einer TDv beigelegt.
- Bei ausschließlich für das Militär produziertem Gerät (zum Beispiel Panzer) wird die TDv im Beschaffungsprozess anhand der jeweiligen Spezifikation, vielfach in Zusammenarbeit mit dem Lieferanten, erstellt.
- Wenn handelsübliche Geräte um die militärische Nutzung erweitert (z. B. LKW mit MG-Halterung) oder beim Militär anders eingesetzt werden (zum Beispiel Einsatz eines gewöhnlichen PKW "hü" (="handelsüblich") im Gelände), wird ebenfalls eine eigene TDv erstellt, allerdings vielfach Passagen aus zivilen Betriebsanleitungen übernommen.

## Besonderheiten
- Technische Dienstvorschriften enthalten teilweise auch eine Anleitung zur Unbrauchbarmachung der Geräte. Muss ein Fahrzeug oder Gerät zurückgelassen werden, so dass es in Feindeshand fallen könnte, soll es mit wenigen effektiven Maßnahmen vorübergehend oder endgültig unbenutzbar machen. Dazu gibt es eine TDv 031 „Unbrauchbarmachung von Wehrmaterial“.
- Eine Vorlage für die Flecktarnlackierung der Fahrzeuge findet sich in der allgemeinen TDv 037: "Fleckentarnanstrich".